# Celebration (album)
Celebration este al treilea album greatest hits lansat de cântăreața americană Madonna, fiind ultimul album contractual cu Warner Bros. Records. Acesta urmează după The Immaculate Collection (1990) și GHV2 (2001). Primul single extras de pe album este „Celebration”.

## Recenzii
Lipsa unor hituri ca „Angel”, „True Blue”, „Causing a Commotion”, „This Used to Be My Playground”, „Rain”, „I'll Remember”, „You'll See”, „Don't Cry for Me Argentina” și chiar „American Life” a dus la critici din partea specialiștilor.

## Lista cântecelor

### CD
| - CD 1 1. „Hung Up” 2. „Music” 3. „Vogue” 4. „4 Minutes” (featuring Justin Timberlake și Timbaland) 5. „Holiday” 6. „Everybody” 7. „Like a Virgin” 8. „Into the Groove” 9. „Like a Prayer” 10. „Ray of Light” 11. „Sorry” 12. „Express Yourself” 13. „Open Your Heart” 14. „Borderline” 15. „Secret” 16. „Erotica” 17. „Justify My Love” 18. „Revolver” (featuring Lil Wayne) | - CD 2 1. „Dress You Up” 2. „Material Girl” 3. „La Isla Bonita” 4. „Papa Don't Preach” 5. „Lucky Star” 6. „Burning Up” 7. „Crazy for You” 8. „Who's That Girl” 9. „Frozen” 10. „Miles Away” 11. „Take a Bow” 12. „Live to Tell” 13. „Beautiful Stranger” 14. „Hollywood” 15. „Die Another Day” 16. „Don't Tell Me” 17. „Cherish” 18. „Celebration” |  |

### DVD
Sunt 47 de piese pe DVD.
1. „Burning Up”
2. „Lucky Star”
3. „Borderline”
4. „Like a Virgin”
5. „Material Girl”
6. „Crazy For You”
7. „Into the Groove”
8. „Live to Tell”
9. „Papa Don’t Preach”
10. „True Blue”
11. „Open Your Heart”
12. „La Isla Bonita”
13. „Who’s That Girl”
14. „Like a Prayer”
15. „Express Yourself”
16. „Cherish”
17. „Vogue”
18. „Justify My Love”
19. „Erotica”
20. „Deeper and Deeper”
21. „Rain”
22. „I'll Remember”
23. „Secret”
24. „Take a Bow”
25. „Bedtime Story”
26. „Human Nature”
27. „I Want You”
28. „You'll See”
29. „Frozen”
30. „Ray of Light”
31. „The Power of Good-Bye”
32. „Beautiful Stranger”
33. „American Pie”
34. „Music”
35. „Don’t Tell Me”
36. „What It Feels Like for a Girl”
37. „Die Another Day”
38. „Hollywood”
39. „Love Profusion”
40. „Hung Up”
41. „Sorry”
42. „Get Together”
43. „Jump”
44. „4 Minutes”
45. „Give It 2 Me”
46. „Miles Away”
47. „Celebration”